# حمى كيو
الحمى Q (بالإنجليزية: Q fever)‏ مرض معدي ناجم عن الكوكسيلة البورنيتية، وهي بكتيريا تصيب الإنسان وحيوانات أخرى، من أبقار وغنم وماعز، وكذلك الكلاب والقطط. تحدث العدوى نتيجة استنشاق جسيمات غبار ملوثة بالبكتيريا المسببة، وكذلك بالتماس المباشر مع مفرزات الحيوانات المصابة من حليب وبول وبراز والمني والمفرزات المهبلية. تتراوح فترة الحضانة عادة بين 9 أيام و40 يوماً. تعتبر حمى Q من أكثر الأمراض عدوى، حيث تكفي بكتيريا واحدة لإحداث المرض عند البشر.
اكتشفها إدوارد ديريك
حدث وباء حمى Q بين الماعز في هولندا في سنة 2009، وأشارت إليه وسائل الإعلام بالخطأ باسم إنفلونزا الماعز بسبب تشابه الأعراض.

## أعراض المرض
الأعراض شبيهة بالإنفلونزا، مثل:
- ارتفاع عال في درجة الحرارة (الحرارة قد تستمر من يوم إلى 15 يوما ويمكن حدوث تراجع في الوزن).
- صداع شديد.
- إعياء عام.
- ألم في العضلات.
- التهاب وألم في الحلق وسعال ورعشة وعرق وغثيان وقيء وإسهال وألم في البطن والصدر.

## المضاعفات
- التهاب الشغاف.

## الوبائيات
يتعرض العاملون في تربية الحيوان وعمال المسالخ والدباغات والأطباء البيطريون لخطر مرتفع للإصابة بهذا المرض. العامل الممرض موجود في كافة بلاد العالم عدا نيو زيلندا. تتم العدوى عادةً باستنشاق غبار ملوث، كما يمكن أن ينتقل المرض عن طريق القراد بين الحيوانات. انتقال العدوى من إنسان إلى آخر نادرة للغاية.

## العلاج
يعد الجيل الثالث من السيفالوسبورين الأهم في علاج هذا المرض
يصعب علاج الحمى Q خلال الحمل لأن الدوكسيسيكلين وسيبروفلوكساسين ممنوعان خلال هذه الفترة. العلاج المفضّل هو الكو-تريموكسازول لمدة خمس أسابيع.